# Anton Gründler
Anton Ernst Gründler (* 21. Mai 1829 in Nahhausen bei Königsberg in der Neumark; † 1894) war ein deutscher Richter und Parlamentarier.

## Leben
Anton Gründler studierte an der Friedrich-Wilhelms-Universität Rechtswissenschaft. 1850 wurde er Mitglied des Corps Normannia Berlin. Nach dem Studium schlug er die Richterlaufbahn ein und wurde Kreisrichter in Luckau. 1879 wurde er zum Landgerichtsrat des Landgerichts Cottbus ernannt. Er verfasste kleine juristische Schriften. Gründler saß von 1879 bis 1882 als Abgeordneter des Wahlkreises Frankfurt 9 (Luckau, Lübben) im Preußischen Abgeordnetenhaus und gehörte der Fraktion der Konservativen Partei an. Er war Vorstandsmitglied seiner Kreissynode. In der Preußischen Armee erreichte er den Rang Hauptmann. Sein Corps wählte ihn zum Ehrenmitglied.